# Péninsule de Sværholt
La péninsule de Sværholt (en norvégien : Sværholthalvøya) est une péninsule du comté de Finnmark, dans le nord de la Norvège. 
À l'est, la péninsule est bordée par le Laksefjord, qui la sépare de la péninsule de Nordkinn. 